# Mehmet Yozgatlı
Mehmet Yozgatlı (Melle, 9 gennaio 1979) è un allenatore di calcio ed ex calciatore turco con cittadinanza tedesca, di ruolo ala.

## Palmarès

### Giocatore

#### Competizioni nazionali
- Campionato turco: 4

Galatasaray: 1999-2000
Fenerbahçe: 2003-2004, 2004-2005, 2006-2007
- Coppa di Turchia: 1

Galatasaray: 1999-2000

#### Competizioni internazionali
- Coppa UEFA: 1

Galatasaray: 1999-2000
- Supercoppa UEFA: 1

Galatasaray: 2000